# Diana Agrest
Diana Inés Agrest (Buenos Aires, 1945) es una arquitecta, ensayista y documentalista argentino-estadounidense. Es reconocida por su enfoque único e innovador de la teoría y la práctica de la arquitectura y el urbanismo. Desde el comienzo de su carrera, cuando todavía era estudiante en Buenos Aires, empezó a desarrollar un trabajo crítico acerca del discurso urbano como consecuencia de la ineficacia de las teorías y modelos existentes de diseño urbano, y la necesidad de encontrar maneras alternativas de pensar la ciudad en relación con su práctica. Como resultado, desarrolló un trabajo crítico, tanto en la teoría como en la práctica. Desarrolló su trabajo a través de la escritura de ensayos teóricos, de su propio trabajo como arquitecta y de la enseñanza. Estuvo a la vanguardia de un enfoque posestructuralista como una herramienta para el repensar crítico de la arquitectura, y en particular de la ciudad y el urbanismo.

## Información biográfica
Agrest nació en 1945 en Buenos Aires. A principios de 1962 ―a los 16 años de edad― comenzó sus estudios universitarios en la Escuela de Arquitectura y Urbanismo de la Universidad de Buenos Aires. Se recibió de arquitecta en 1967. Ese mismo año fue galardonada con una beca del gobierno francés y se mudó a París (Francia), donde durante tres años (hasta 1969) realizó su trabajo de posgrado en la École Pratique des Hautes Études y en el Centre de Recherches d’Architecture et d’Urbanisme (fundado en París en 1968). Estudió con el filósofo francés Roland Barthes (1915-1980), conocido por su trabajo en la semiótica.
En 1969 regresó a Buenos Aires y abrió un estudio de arquitectura.
En 1971 se mudó a Nueva York para ingresar en el Institute for Architecture and Urban Studies (Instituto de Estudios Urbanos y de Arquitectura), donde trabajaría entre 1972 y 1984.

## Trabajo académico
En 1972 y 1973 obtuvo ―tras una selección competitiva― su primer puesto docente en la Escuela de Arquitectura y Planeamiento de la Universidad de Princeton como profesora a tiempo completo. Fue la primera arquitecta mujer que dio clases en esa universidad. Enseñó tanto estudio de diseño como clases teóricas y seminarios, entre los que fue notorio el influyente «La práctica teórica de la arquitectura». En 1972 se convirtió en miembro del IAUS (The Institute for Architecture and Urban Studies: Instituto de Arquitectura y Estudios Urbanos) de Nueva York, donde permaneció doce años como becaria, hasta 1984. En el IAUS hizo la investigación sobre el concepto de lugar financiada por el NIMH (National Institute of Mental Health: Instituto Nacional de Salud Mental) y enseñó en el Programa de Licenciatura en Educación Arquitectónico, donde estuvo a cargo de la orientación pedagógica de los estudios de diseño. Más adelante se convirtió en directora del Advanced Workshop in Architecture and Urban Form (taller avanzado de arquitectura y forma urbana). En 1977, sobre la base de este trabajo, John Hejduk (decano de la Escuela de Arquitectura de The Cooper Union for the Advancement of Science and Art) le ofreció un puesto de profesora titular de tiempo completo.
Entre 1987 y 1994, Agrest dividió su enseñanza entre la Cooper Union y la Universidad Columbia. También ha impartido clases como profesora invitada en las universidades de Princeton, Yale y en París 8 (en París).
En 1996 llegó a ser finalista como candidata al decanato del Pratt Institute.
En 2001 fue candidata al decanato de la Facultad de Arquitectura de la Cooper Union, pero se retiró como semifinalista.

## Práctica

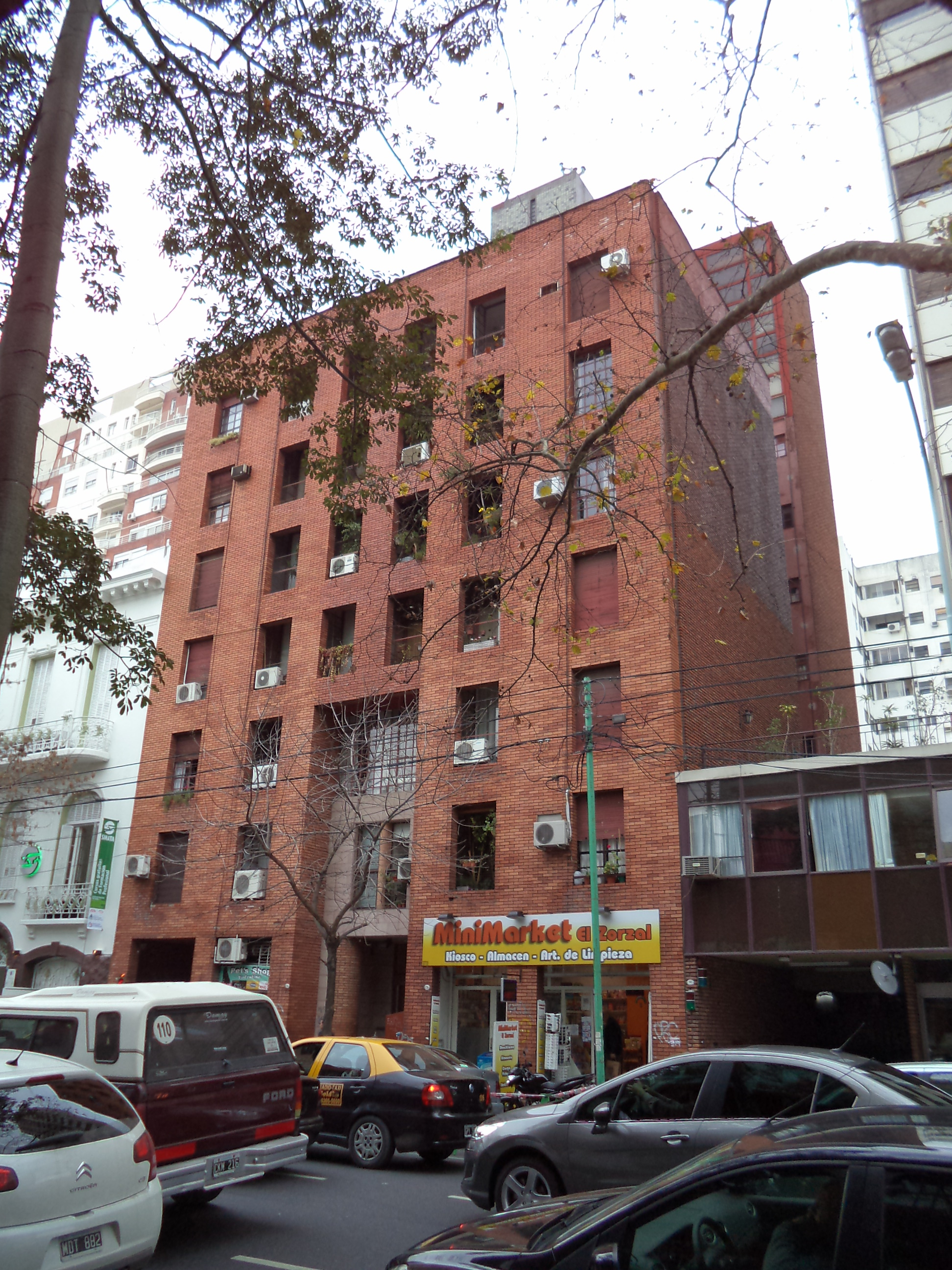
Edificio Av. Medrano 172.
AUTORES: Arq. Diana Agrest, Arq. Mario Gandelsonas, Arq. Jorge Feferbaum, Arq. Marcelo Naszewski

Agrest comenzó a practicar su profesión desde muy temprano, después de sus estudios en París, haciendo proyectos y concursos experimentales y teóricos entre 1969 y 1977.
En 1977, ella y su esposo, el arquitecto argentino Mario Gandelsonas (1938-), diseñaron un trío de edificios de apartamentos en Buenos Aires. Uno de ellos es el ubicado en la calle Medrano, uno de los primeros ejemplos de arquitectura posmoderna en la ciudad: Edificio Medrano 172.
En 1978 Agrest y Gandelsonas fundaron en Nueva York la empresa Agrest and Gandelsonas, y en 1980, A & G Development Consultants, Inc. 
También es directora del estudio Diana Agrest, Architect.
La empresa se convirtió en un líder en el campo que combina la modernidad tardía con la semiótica y las teorías freudianas.
A & G oficina también diseña interiores de apartamentos y oficinas, incluyendo el mobiliario.
El interior de un apartamento en Park Avenue (hacia 1990) utiliza materiales como el mármol rosa, granito y maderas exóticas, combinados en un severo diseño geométrico.
La empresa construyó una casa inusual, Villa Amore, en Sagaponack (en Long Island). Se compone de un conjunto de edificios diseñados para reflejar cómo las tierras agrícolas se están convirtiendo en zonas de viviendas.
Esta casa de 750 m², terminada en 1991, está construida parcialmente sobre pilotes, y se conecta por pasarelas a otros componentes. Contiene una cascada y una piscina. El baño principal es un cilindro de cristal.
En 2000, la empresa completó el Centro Comunitario de Melrose en un barrio de bajos ingresos en el Bronx (Nueva York). Fue diseñado para dar cabida a los 3000 jóvenes que viven en los edificios vecinos. El principal edificio tiene forma ovalada y tanto el exterior como el interior son de color plata y rojo. La construcción, de 1300 m² tardó seis años en completarse y contiene una cancha de baloncesto de tamaño completo, un cuarto oscuro (para fotografía), una cocina estilo restaurante, y un laboratorio de computación.
Como arquitecta y urbanista, ha participado en el diseño y la construcción de proyectos con su empresa en Estados Unidos, América del Sur, Europa y Asia, que van desde proyectos de diseño urbano y planes maestros, edificios institucionales y residenciales de casas unifamiliares e interiores. Su trabajo se centra en proyectos urbanos a diferentes escalas. Los proyectos y edificios más recientes han sido:
- Parque de Escultura Pappajohn, en Des Moines (Iowa)
- Des Moines Vision Plan, segunda fase.[6]
- Green Belt, en South Amboy (Nueva Jersey)
- Liberty Harbor Market Square, en Jersey City
- International Film Center, en Shanghái (China)
- Diseño urbano y plan maestro para la urbanización Xu Jia Hui, de 13 km², en Shanghái (China)
- Manhattan West, plan urbanístico para el West Side de Manhattan (Nueva York)
- Plan mastro para el Renault Trapeze Site, de 0,61 km², en Boulogne Billancourt (Francia)
- Breukelen Community Center, en Brooklyn (Nueva York)
- Complejo campestre (farm complex) en José Ignacio (Uruguay)
- Complejo campestre (farm complex), renovación y adiciones, en Sagaponack (Nueva York).
- Shingle-Schinkel Holiday House (1981-1982).[4]
- Edificio Medrano 172. en Buenos Aires, Argentina (1977).

Es miembro del American Institute of Architects (Instituto Estadounidense de Arquitectos).
También ha desarrollado una serie de proyectos teóricos por su cuenta, tales como Les Echelles ―la residencia para un compositor y pianista anónimo en Mallorca (España), el proyecto del Park Square (en Boston), el proyecto del China Basin (en San Francisco), para el SFMOMA, en 1989. Este proyecto se adelantó a su tiempo al proponer una exploración crítica de la relación entre el discurso urbano y la naturaleza, y la forma urbana de distribución de edificios, siendo un pionero en lo que más tarde se llamó «urbanismo del paisaje». A partir de este proyecto, escribió el ensayo teórico The return of the repressed: nature (‘el retorno de lo reprimido: la naturaleza’).
Diana Agrest ha participado en la concepción y realización de numerosos proyectos en Europa, América, Asia, de proyectos urbanos, edificios administrativos, residenciales, casas unifamiliares, como también interiores, por la cual recibió numerosos premios.

## Documental
Agrest ha tenido una pasión por el cine desde hace mucho tiempo y ha desarrollado un enfoque de la arquitectura urbana basada en gran parte en el cine y en la teoría del cine. Ella fue la primera en llevar este tema a la luz en el marco de la arquitectura como un tema teórico fundamental. en 1973 presentó en Berkeley este trabajo como Design vs. non-design: a problem in the re-definition of architecture (‘el diseño contra el no diseño: un problema en la redefinición de la arquitectura’). Posteriormente se publicó como «Design vs. non design», en la revista Oppositions, 6 (1976). El tema del cine y la ciudad ha sido objeto de una serie de ensayos, así como una importante herramienta en su enseñanza.
Basándose en su trabajo teórico sobre el tema, en 1993 el Museo Whitney de Arte Estadounidense le solicitó que creara un programa ―patrocinado por el museo, la Fundación Rockefeller y la Universidad de Nueva York― acerca del cine y la ciudad. Como resultado de ello, creó y dirigió Framing the city: film, video, urban architecture (‘el enmarcado de la ciudad: cine, video, arquitectura urbana’), donde desarrolló un enfoque de la arquitectura urbana mediante el cual la película se utiliza en su relación con la ciudad mediante la producción de «lecturas cinematográficas» de la ciudad, como punto de partida para la producción de la forma urbana. Ella ha aplicado este enfoque de desarrollo y comprensión del discurso urbano en sus estudios de diseño, ampliando así las limitaciones de la teoría y la práctica del diseño urbano.
Como cineasta escribió y dirigió el documental The making of an avant-garde©: The Institute for Architecture and Urban Studies, 1967-1984 (‘cómo se hizo un avant-garde: el Instituto de Arquitectura y Estudios Urbanos, 1967-1984’), que tuvo su primera proyección privada en el Museo de Arte Moderno de Nueva York en 2012.
Uno de sus últimos proyectos recientes han sido honrados con el Premio a la Excelencia por parte del Estado de Nueva York, es el centro de la comunidad de Melrose, Nueva York.

## Publicaciones

### Libros de Diana Agrest[6]
- «La lectura del sistema» (con Mario Gandelsonas), en el catálogo de exhibición Proceso a la imagen: recorrido conceptual; elementos para una reflexión activa. Buenos Aires: Galería Carmen Waugh, diciembre de 1970.[11]
- «Critical remarks on semiology and architecture», artículo en la revista Semiótica, IX, págs. 252-271, 1972.[12]
- «Design vs. non design», en la revista Oppositions, n.º 6, 1976.[10]
- A romance with the city: the work of Irwin S. Chanin. Nueva York: The Cooper Union, 1982.
- Monuments and places; the photographic work of Roberto Schezen, Rizzoli, 1987.[13]
- Architecture from without: theoretical framings for a critical practice, MIT Press, 1991 (publicado en japonés por el Kajima Institute).[12]
- Agrest and Gandelsonas works. Nueva York: Princeton Architectural Press, 1995.[9]
- Agrest/Conway/Weisman (eds.): The sex of architecture.  Harry N. Abrams, 320 páginas, 1996.[1] Por este libro ganó el premio International Book Award de la AIA (American Institute of Architects: Instituto Estadounidense de Arquitectos).[14]
- «Two pavilion house», en la revista Lotus International, 44, págs. 51-54, 1984.[4]
- «Shingle Schinkel», en la revista Lotus International, 44, págs. 55-57, 1984.[4]

Sus trabajos y ensayos se presentan en libros y enciclopedias, incluyendo:
- «Deep Ellum, Dallas, Texas», en la revista Lotus International, 50, págs. 47-57, 1986.
- «Agrest and Gandelsonas», artículo en la revista Architecture Digital, págs. 20-21, 1991.
- Contemporary american architects, volumen II. Alemania: Benedikt Taschen Verlag GmbH, primavera de 1996.
- Hughes, Francesca (ed.): The architect: redefining her practice. MIT Press 1996.
- Vercelloni, Mateo (ed.): New American Houses. Italia: Edizioni L’Arcivolto, 1997.
- Hays, K. Michael (ed.): Architecture theory since 1968, MIT Press, 1998.
- Hayes, K. Michael (ed.): Oppositions reader. Nueva York: Princeton Architectural Press, 1998.
- Dictionnaire encyclopedie de l’architecture du XX siecle. París: Hazan, 1998.
- Jodidio, P. (ed.): American architecture 2. Taschen, 1998.
- Allen, Stan (ed.): Practice, architecture, technique, and representation. Newark (Nueva Jersey): G+B International Publishing Group, 1999.
- Hodge, Brooke: Not architecture but evidence that it exists: Lauretta Vinciarelli’s watercolors. Nueva York: Princeton Architectural Press, 1999.[15]
- White, Norval, y Elliot Willensky: AIA guide to New York City. Nueva York: Three Rivers Press, 2000.
- Grey, Susan (ed.): Architects on architects. Wiley and Sons, 2001.
- Balfour, Allan: World cities: New York. Inglaterra: Academy Editions, 2001.
- Balfour, Allan: New York architects. Wiley and Sons, 2002.
- Schezen, Roberto; y Michael Webb: Beach houses. HarperCollins, 2002.
- Harris, Bill; Jorg Brockmann; y Judith Dupre (eds.): 1000 New York buildings. Nueva York: Black Dog & Leventhal Publishers, 2002.
- Encyclopedie de l’architecture du XX siecle. París: Hazan, 2003.
- Encyclopedia of twentieth century architecture. Nueva York: Routledge, 2003.
- Chinese architecture highlights, 2005.
- Freireiss, Kristin: Informal city. Prestel, 2005.
- A guide to contemporary architecture in America, volumen 2. Tokio: Toto, 2006.
- Stern, Fishman, y Tilove: New York 2000: architecture and urbanism from the bicentennial to the millennium. The Monacelli Press, 2007.
- Gössel, Peter: Modern architecture A-Z. Benedikt Taschen GmbH, 2007.

Sus obras, así como sus proyectos teóricos han sido objeto de numerosos ensayos. Tanto sus obras como sus escritos han sido ampliamente publicados a nivel nacional e internacional en revistas y periódicos.

## Honores y premios
Sus obras han recibido numerosos premios:
- Premio Excellence in Design Awards, de la AIA (American Institute of Architects: Instituto Estadounidense de Arquitectos) del Estado de Nueva York
- Premio Excellence in Design Awards, del capítulo de la AIA correspondiente a la ciudad de Nueva York
- The Masterwork Award, de la Sociedad Municipal de Arte al mejor edificio en la ciudad de Nueva York
- Premio «Award of Merit» de la Society of Registered Architects (Sociedad de Arquitectos Registrados), capítulo Nueva York.
- En 2008 fue convertida en miembro de la AIA (American Institute of Architects: Instituto Estadounidense de Arquitectos).

- En dos oportunidades (2004 y 2009) ha recibido becas de la Fundación Graham.
- En 2005 y 2009 obtuvo subvenciones del New York State Council on the Arts (Consejo de las Artes del Estado de Nueva York),
- En 2006 obtuvo la beca AIA Brunner Grant.
- Dos veces obtuvo fondos de donantes privados para su película documental The Making of an Avant-Garde: The Institute for Architecture and Urban Studies (1967-1984).
- En 1996 recibió el AIA International Book Award (Premio Internacional del Libro de la Asociación de IA) por el libro The sex of architecture.
- Fue nominada para el Premio Chrysler en 1997, 1999 y 2001.
- Fue nominada para el premio de la Academia Estadounidense de las Artes y las Letras en 1991, 1992 y 1993.
- En 1967 recibió una beca del Gobierno francés para estudiar dos años en París.

## Exposiciones
Su trabajo ha sido expuesto en museos, galerías y universidades en Estados Unidos y otros lugares del mundo:
- el Museo de Arte Contemporáneo de Los Ángeles
- el Centro de Arte Walker, de Mineápolis
- The Dallas Museum of Contemporary Art (Texas)
- el Museo Fogg de Arte (Universidad de Harvard)
- la galería Leo Castelli, en Nueva York
- el Centro Pompidou, en París
- La Triennale, un museo en Milán (Italia)
- el Deutsches Architekturmuseum (Museo Alemán de Arquitectura), en Fráncfort (Alemania Occidental)
- Museo de Arte Moderno de San Francisco
- La Liga de Arquitectura de Nueva York
- Yale University School of Architecture Gallery (Galería de la Escuela de Arquitectura de la Universidad de Yale).

También ha dado numerosas conferencias y ha participado y ha sido el orador principal en simposios en Norteamérica, Centroamérica y Suramérica, Europa, Asia y Australia.